# Арк су Монтно
Арк су Монтно (фр. Arc-sous-Montenot) насеље је и општина у источној Француској у региону Франш-Конте, у департману Ду која припада префектури Понтарлије.
По подацима из 2011. године у општини је живело 230 становника, а густина насељености је износила 21,46 становника/km². Општина се простире на површини од 10,72 km². Налази се на средњој надморској висини од 640 метара (максималној 727 m, а минималној 613 m).

## Демографија
| 1962. | 1968. | 1975. | 1982. | 1990. | 1999. | 2011. |
| ----- | ----- | ----- | ----- | ----- | ----- | ----- |
| 223   | 249   | 212   | 232   | 216   | 217   | 230   |

График промене броја становника у току последњих година